# Mistrzostwa Polski w Boksie 1959
30. Mistrzostwa Polski w boksie mężczyzn odbyły się w dniach 16-22 marca 1959 roku w Poznaniu.

## Medaliści
| Kategoria:                        | Złoto:                                      | Srebro:                                      | Brąz:                                                                       |
| waga musza (do 51 kg)             | Zbigniew Olech (Pafawag Wrocław)            | Brunon Bendig (Zawisza Bydgoszcz)            | Jan Kołodziejski (Pilica Tomaszów Mazowiecki) Adam Romaniszyn (Stal Mielec) |
| waga kogucia (do 54 kg)           | Piotr Gutman (ŁTS Łabędy)                   | Roman Czapko (Sygnał Lublin)                 | Teofil Kowalski (Wisła Kraków) Jarosław Kulesza (Gedania Gdańsk)            |
| waga piórkowa (do 57 kg)          | Jerzy Adamski (Start Bydgoszcz)             | Jan Szczepański (Pilica Tomaszów Mazowiecki) | Kazimierz Budkus (Broń Radom) Andrzej Kamiński (Start Bydgoszcz)            |
| waga lekka (do 60 kg)             | Jan Walczak (Brda Bydgoszcz)                | Józef Grudzień (Pafawag Wrocław)             | Aleksy Kubiś (Bawełna Łódź) Ryszard Smolarek (Śląsk Wrocław)                |
| waga lekkopółśrednia (do 63,5 kg) | Wojciech Papież (Warta Poznań)              | Józef Piński (Pogoń Szczecin)                | Jan Owczarczyk (Odra Opole) Jan Sobolewski (Prosna Kalisz)                  |
| waga półśrednia (do 67 kg)        | Ludwik Ochman (Wisła Kraków)                | Roman Polak (BBTS Bielsko-Biała)             | Józef Hebda (Flota Gdynia) Eugeniusz Żyła (Korona Kielce)                   |
| waga lekkośrednia (do 71 kg)      | Bogdan Guziński (Legia Warszawa)            | Henryk Dampc (Wybrzeże Gdańsk)               | Stanisław Czajęcki (Hutnik Nowa Huta) Leon Kankowski (Bałtyk Gdynia)        |
| waga średnia (do 75 kg)           | Tadeusz Walasek (Gwardia Warszawa)          | Eliasz Bartosiewicz (Budowlani Olsztyn)      | Edmund Dampc (Legia Warszawa) Lucjan Słowakiewicz (Hutnik Nowa Huta)        |
| waga półciężka (do 81 kg)         | Zbigniew Pietrzykowski (BBTS Bielsko-Biała) | Tadeusz Kliś (Legia Warszawa)                | Kazimierz Dudzik (Śląsk Wrocław) Leszek Leiss (Stal Grudziądz)              |
| waga ciężka (powyżej 81 kg)       | Tadeusz Grzelak (Prosna Kalisz)             | Tadeusz Branicki (Legia Warszawa)            | Zbigniew Gugniewicz (Polonia Gdańsk) Władysław Jędrzejewski (ŁTS Łabędy)    |